# Beija-flor-cristalino
O beija-flor-cristalino (Saucerottia beryllina) é um beija-flor de tamanho médio. é 8-10 cm de comprimento e pesa 4-5 g.
Os adultos são predominantemente verde-oliva metálico com uma barriga cinza enferrujada. A cauda e as asas primárias são de cor ruiva e ligeiramente bifurcadas. A asa inferior também é ruiva. O bico do macho é reto e muito fino. É vermelho muito escuro na coloração, quase preto. A fêmea é menos colorida que o macho.
O habitat de reprodução está em florestas e matagais do oeste do México até o centro de Honduras na América Central. Ele se desvia regularmente para o sudeste do Arizona nos Estados Unidos, onde ocasionalmente se reproduz – (as ilhas do céu Madrean). A fêmea constrói um ninho em um local protegido em um arbusto ou árvore. As fêmeas põem dois ovos brancos. Este beija-flor é essencialmente não migratório.
Esses pássaros se alimentam de néctar de flores e árvores floridas usando uma longa língua extensível ou pegam insetos na asa.
Esta espécie foi anteriormente colocada no gênero Amazilia. Um estudo filogenético molecular publicado em 2014 descobriu que o gênero Amazilia era polifilético. Na classificação revisada para criar gêneros monofiléticos, o beija-flor berilino foi movido para o gênero ressuscitado Saucerottia.